# Desktop Tower Defense
Pour les articles homonymes, voir DTD.
Desktop Tower Defense (DTD) est un jeu vidéo de type tower defense développé par Paul Preece, sorti en 2007 sur navigateur.

## Accueil
Le jeu est cité dans Les 1001 jeux vidéo auxquels il faut avoir joué dans sa vie. En 2008, le jeu a obtenu le prix Gleemie lors de l'Independent Games Festival.